# ورونیکا لاوری
ورونیکا لاوری (انگلیسی: Véronique Laury) (زاده ۱۷ اکتبر ۱۹۵۹) کارآفرین، بازرگان و مدیر ارشد اجرایی فرانسوی است، که در حال حاضر به‌عنوان مدیر عامل اجرایی شرکت کینگ‌فیشر فعالیت می‌کند.